# Představitelé Chaj-nanu
Představitelé Chaj-nanu stojí v čele správy provincie. V čele správy Chaj-nanu stojí guvernér (šeng-čang, 省长) řídící lidovou vládu Chaj-nanu (Chaj-nan-šeng žen-min čeng-fu, 海南省人民政府). Nejvyšší politické postavení v provincii má však tajemník chajnanského provinčního výboru Komunistické strany Číny, vládnoucí politické strany provincie i celého státu. K dalším předním představitelům Chaj-nanu patří předseda provinčního lidového shromáždění (zastupitelského sboru) a předseda provinčního výboru Čínského lidového politického poradního shromáždění (ČLPPS).
V politickém systému Čínské lidové republiky, analogicky k centrální úrovni, má příslušný regionální výbor komunistické strany v čele s tajemníkem ve svých rukách celkové vedení, lidová vláda v čele guvernérem (u provincie) nebo starostou (u města) řídí administrativu regionu, lidové shromáždění plní funkce zastupitelského sboru a lidové politické poradní shromáždění má poradní a konzultativní funkci.

## Tajemníci chajnanského provinčního výboru Komunistické strany Číny (od 1988)
V čele provinčního výboru KS Číny stojí tajemník s několika zástupci tajemníka. Od roku 2003 je tajemníkem volen guvernér Chaj-nanu.
Ve sloupci „Další funkce“ jsou uvedeny nejvýznamnější úřady zastávané současně s výkonem funkce tajemníka chajnanského výboru strany, případně pozdější působení v politbyru a stálém výboru politbyra.
| Jméno (životní data)                | Od            | Do            | Další funkce a poznámky |
| ----------------------------------- | ------------- | ------------- | --- |
| Sü Š’-ťie (许士杰) (1920–1991)      | duben 1988    | červen 1990   | předseda chajnanského provinčního lidového shromáždění (1988–1991) |
| Teng Chung-sün (邓鸿勋) (1931–2019) | červen 1990   | leden 1993    | předseda chajnanského provinčního lidového shromáždění (1991–1993) |
| Žuan Čchung-wu (阮崇武) (* 1933)    | leden 1993    | únor 1998     | předtím ministr veřejné bezpečnosti (1985–1987), ministr práce (1989–1993), guvernér Chaj-nanu (1993–1998) |
| Tu Čching-lin (杜青林) (* 1946)     | únor 1998     | srpen 2001    | předseda chajnanského provinčního lidového shromáždění (1993–2001), později ministr zemědělství (2001–2006), tajemník s’čchuanského provinčního výboru KS Číny (2006–2007), tajemník sekretariátu ÚV KS Číny (2012–2017) |
| Paj Kche-ming (白克明) (* 1943)     | srpen 2001    | listopad 2002 | předseda chajnanského provinčního lidového shromáždění (2001–2003), později tajemník chepejského provinčního výboru KS Číny (2002–2007)                                                                                  |
| Wang Čchi-šan (王岐山) (* 1948)     | listopad 2002 | duben 2003    | předseda chajnanského provinčního lidového shromáždění (2003), později starosta Pekingu (2003–2007), člen politbyra ÚV KS Číny (2007–2017) a jeho stálého výboru (2012–2017)                                             |
| Wang Siao-feng (汪啸风) (* 1944)    | duben 2003    | prosinec 2006 | předtím guvernér Chaj-nanu (1998–2003), předseda chajnanského provinčního lidového shromáždění (2003–2006) |
| Wej Liou-čcheng (卫留成) (* 1946)   | prosinec 2006 | srpen 2011    | předtím guvernér Chaj-nanu (2003–2007), předseda chajnanského provinčního lidového shromáždění (2007–2011) |
| Luo Pao-ming (罗保铭) (* 1952)      | srpen 2011    | duben 2017    | předtím guvernér Chaj-nanu (2007–2011), předseda chajnanského provinčního lidového shromáždění (2011–2017) |
| Liou Cch’-kuej (刘赐贵) (* 1955)    | duben 2017    | listopad 2020 | předtím guvernér Chaj-nanu (2015–2017), předseda chajnanského provinčního lidového shromáždění (2017–2020) |
| Šen Siao-ming (沈晓明) (* 1963)     | prosinec 2020 | duben 2023    | předtím guvernér Chaj-nanu (2017–2020), předseda chajnanského provinčního lidového shromáždění (2021–2023), později tajemník chunanského provinčního výboru KS Číny (2023– )                                             |
| Feng Fej (冯飞) (* 1962)            | duben 2023    | v úřadu       | předtím guvernér Chaj-nanu (2020–2023), předseda chajnanského provinčního lidového shromáždění (2023– ) |

## Guvernéři Chaj-nanu (od 1988)
V čele civilní administrativy provincie Chaj-nan stojí guvernér řídící lidovou vládu provincie.
| Jméno (životní data)              | Od            | Do            | Další funkce a poznámky |
| --------------------------------- | ------------- | ------------- | --- |
| Liang Siang (梁湘) (1919–1998)    | duben 1988    | září 1989     | |
| Liou Ťien-feng (刘剑峰) (* 1936)  | září 1989     | únor 1993     | |
| Žuan Čchung-wu (阮崇武) (* 1933)  | únor 1993     | únor 1998     | předtím ministr veřejné bezpečnosti (1985–1987), ministr práce (1989–1993), tajemník chajnanského provinčního výboru KS Číny (1993–1998) |
| Wang Siao-feng (汪啸风) (* 1944)  | únor 1998     | říjen 2003    | později tajemník chajnanského provinčního výboru KS Číny (2003–2006)                                                                     |
| Wej Liou-čcheng (卫留成) (* 1946) | říjen 2003    | leden 2007    | později tajemník chajnanského provinčního výboru KS Číny (2007–2011)                                                                     |
| Luo Pao-ming (罗保铭) (* 1952)    | leden 2007    | srpen 2011    | později tajemník chajnanského provinčního výboru KS Číny (2011–2017)                                                                     |
| Ťiang Ting-č’ (蒋定之) (* 1954)   | srpen 2011    | leden 2015    | později předseda ťiangsuského provinčního výboru ČLPPS (2017–2018)                                                                       |
| Liou Cch’-kuej (刘赐贵) (* 1955)  | leden 2015    | duben 2017    | později tajemník chajnanského provinčního výboru KS Číny (2017–2020)                                                                     |
| Šen Siao-ming (沈晓明) (* 1963)   | duben 2017    | prosinec 2020 | později tajemník chajnanského provinčního výboru KS Číny (2020–2023), později tajemník chunanského provinčního výboru KS Číny (2023– )   |
| Feng Fej (冯飞) (* 1962)          | prosinec 2020 | duben 2023    | později tajemník chajnanského provinčního výboru KS Číny (2023– )                                                                        |
| Liou Siao-ming (刘小明) (* 1964)  | duben 2023    | v úřadu       | |

## Předsedové chajnanského provinčního lidového shromáždění (od 1988)
Předsedou chajnanského provinčního lidového shromáždění (to jest provinčního zastupitelského sboru) je volen tajemník provinčního výboru KS Číny.
| Jméno (životní data)                | Od            | Do            | Další funkce a poznámky |
| ----------------------------------- | ------------- | ------------- | --- |
| Sü Š’-ťie (许士杰) (1920–1991)      | duben 1988    | červenec 1991 | tajemník chajnanského provinčního výboru KS Číny (1988–1990) |
| Teng Chung-sün (邓鸿勋) (1931–2019) | červenec 1991 | leden 1993    | tajemník chajnanského provinčního výboru KS Číny (1990–1993) |
| Tu Čching-lin (杜青林) (* 1946)     | leden 1993    | srpen 2001    | tajemník chajnanského provinčního výboru KS Číny (1998–2001), později ministr zemědělství (2001–2006), tajemník s’čchuanského provinčního výboru KS Číny (2006–2007), tajemník sekretariátu ÚV KS Číny (2012–2017) |
| Paj Kche-ming (白克明) (* 1943)     | srpen 2001    | leden 2003    | tajemník chajnanského provinčního výboru KS Číny (2001–2002), později tajemník chepejského provinčního výboru KS Číny (2002–2007)                                                                                  |
| Wang Čchi-šan (王岐山) (* 1948)     | leden 2003    | duben 2003    | tajemník chajnanského provinčního výboru KS Číny (2002–2003), později starosta Pekingu (2003–2007), člen politbyra ÚV KS Číny (2007–2017) a jeho stálého výboru (2012–2017)                                        |
| Wang Siao-feng (汪啸风) (* 1944)    | duben 2003    | prosinec 2006 | předtím guvernér Chaj-nanu (1998–2003), tajemník chajnanského provinčního výboru KS Číny (2003–2006) |
| Wej Liou-čcheng (卫留成) (* 1946)   | prosinec 2006 | srpen 2011    | předtím guvernér Chaj-nanu (2003–2007), tajemník chajnanského provinčního výboru KS Číny (2006–2011) |
| Luo Pao-ming (罗保铭) (* 1952)      | srpen 2011    | duben 2017    | předtím guvernér Chaj-nanu (2007–2011), tajemník chajnanského provinčního výboru KS Číny (2011–2017) |
| Liou Cch’-kuej (刘赐贵) (* 1955)    | květen 2017   | prosinec 2020 | předtím guvernér Chaj-nanu (2015–2017), tajemník chajnanského provinčního výboru KS Číny (2017–2020) |
| Šen Siao-ming (沈晓明) (* 1963)     | leden 2021    | duben 2023    | předtím guvernér Chaj-nanu (2017–2020), tajemník chajnanského provinčního výboru KS Číny (2020–2023) |
| Feng Fej (冯飞) (* 1962)            | duben 2023    | v úřadu       | předtím guvernér Chaj-nanu (2020–2023), tajemník chajnanského provinčního výboru KS Číny (2023– ) |

## Předsedové chajnanského provinčního výboru Čínského lidového politického poradního shromáždění (ČLPPS, od 1988)
| Jméno (životní data)              | Od         | Do         | Další funkce a poznámky                                        |
| --------------------------------- | ---------- | ---------- | -------------------------------------------------------------- |
| Jao Wen-sü (姚文绪) (1924–2010)   | srpen 1988 | únor 1993  |                                                                |
| Čchen Jü-i (陈玉益) (* 1936)      | únor 1993  | leden 2003 |                                                                |
| Wang Kuang-sien (王广宪) (* 1941) | leden 2003 | únor 2007  |                                                                |
| Čung Wen (钟文) (* 1946)          | únor 2007  | únor 2011  |                                                                |
| Jü Sün (于迅) (* 1952)            | únor 2011  | leden 2018 |                                                                |
| Mao Wan-čchun (毛万春) (* 1961)   | leden 2018 | leden 2023 | později předseda chunanského provinčního výboru ČLPPS (2023– ) |
| Li Žung-cchan (李荣灿) (* 1966)   | leden 2023 | v úřadu    |                                                                |